# Omar Amiralay
Omar Amiralay (àrab: عمر أميرالاي, ʿUmar Amīrālāy) (Damasc, Síria, 1944 – 5 de febrer de 2011) va ser un director i realitzador de documentals i un prominent activista civil sirià. Les seves pel·lícules destaquen per una forta crítica política. Va tenir un paper prominent en els esdeveniments de la primavera de Damasc de 2000.

## Biografia
Va estudiar teatre en la Universitat de "Teatre de les Nacions" a París dels anys 1966-1967 i després es va unir a La Fémis de París, però es va separar de l'escola a causa dels esdeveniments estudiantils de 1968, tornant a Damasc en 1970. El seu estil artístic és diferent de la majoria dels realitzadors sirians que han estudiat en Unió Soviètica o Europa de l'Est.
Les seves pel·lícules inclouen una trilogia de documentals sobre l'embassament de Tabqa sobre l'Eufrates. El primer, Mouhawala aan Sad al Fourat (1970), és un homenatge al major projecte de desenvolupament de Síria, però el segon i el tercer adopten un enfocament més crític. Al hayatt al yawmiyah fi quariah suriyah  (1974) mostra l'impacte ambigu de la resclosa en les vides de la gent comuna, en un llogaret pròxim i retrata la seva relació amb les autoritats, vistes com a distants i desconnectades d'elles. Amiralay va tornar a visitar la regió en 2003 amb Déluge au pays du Baas, que conté una crítica política mordaç (tenia el títol provisional  Quinze raons per les quals odio el partit Baath ). A causa de les fortes acusacions contra les seves pel·lícules pel govern, el film es va eliminar del Festival de cinema de Carthage. En un acte de solidaritat amb Amiralay, els seus col·legues àrabs Yousry Nasrallah, Annemarie Jacir, Nizar Hassan, Joana i Khalil Joreige i Danielle Arbid van retirar les seves pel·lícules de la competència per a protestar per la censura del festival. Com a resultat, Déluge au pays du Baas va ser reprogramada i estrenat a multituds entusiastes.
Una altra pel·lícula notable va ser Il y a tant de choses encore à raconter, basada en entrevistes amb el dramaturg sirià Saadallah Wannous, realitzades mentre estava morint de càncer. La pel·lícula juxtaposa les declaracions de Wannous amb escenes de les guerres de Síria contra Israel i la primera Intifada palestina, com relata el dramaturg, amb cert pesar per les oportunitats perdudes que van resultar, com la lluita palestina es va convertir en una part central de la vida intel·lectual d'una generació sencera.
Les seves altres pel·lícules inclouen un retrat de l'ex primer ministre libanès Rafiq Hariri, Layali ibn awa, codirigit amb Hala Al-Abdallah Yacoub i un altre de l'acadèmic i estudiós de la societat del Mitjà Orient, el francès Michel Seurat, que va morir en Beirut durant la guerra civil libanesa, Par un jour de violence ordinaire, mon ami Michel Seurat...

## Activisme
En 2000, Amiralay va signar la «Declaració dels 99», un manifest signat per destacats intel·lectuals sirians, demanant la fi del estat d'emergència en vigor des de 1963, l'alliberament de tots els presos polítics i de consciència i el permís dels partits polítics i les organitzacions independents de la societat civil. Això va ser vist com una expressió dels objectius generals de l'oposició democràtica siriana i del moviment conegut com a Primavera de Damasc en general. Amiralay va ser un participant prominent en els diversos debats i peticions que van marcar la "primavera de Damasc".

## Decés
Omar va morir en 2011, potser per una aturada cardíaca o una trombosi cerebral.

## Obra

### Filmografia
- محاولة عن سد الفرات, Mouhawala aan Sad al Fourat (1970)
- الحياة اليومية في قرية سورية, Al hayatt al yawmiyah fi quariah suriyah (1974)
- الدجاج, Les Poules (1977)
- عن ثورة Yémen, À propos d'une révolution (1978)
- مصائب قوم, Le Malheur des uns… (1981)
- رائحة الجنة, Un parfum de paradis (1982)
- الحب الموءود, Le Sarcophage de l'amour (1983)
- فيديو على الرمال, Vidéo sur sable (1984)
- العدوّ الحميم, L'Ennemi intime (1986)
- سيّدة شيبام, La Dame de Schibam (1988)
- إلى جناب السيّدة رئيسة الوزراء بينظير بوتو, À l'attention de madame le premier ministre Benazir Buttho (1990)
- نور وظلال, Ombres et Lumières (1994)
- المدرّس, El Master (1995)
- في يوم من أيّام العنف العادي، مات صديقي ميشيل سورا..., En un día de violencia ordinaria, mi amigo Michel Seurat... (1996)
- وهنالك أشياء كثيرة كان يمكن أن يتحدّث عنها المرء, Il y a tant de choses encore à raconter (1997)
- طبق السردين, Le Plat de sardines (1997)
- الرجل ذو النّعل الذهبي, Layali ibn awa (1999)
- طوفان في بلد البعث, Déluge au pays du Baas (2003)